# Brolio
Brolio est une frazione de la commune de Castiglion Fiorentino dans la  province d'Arezzo en (Toscane).

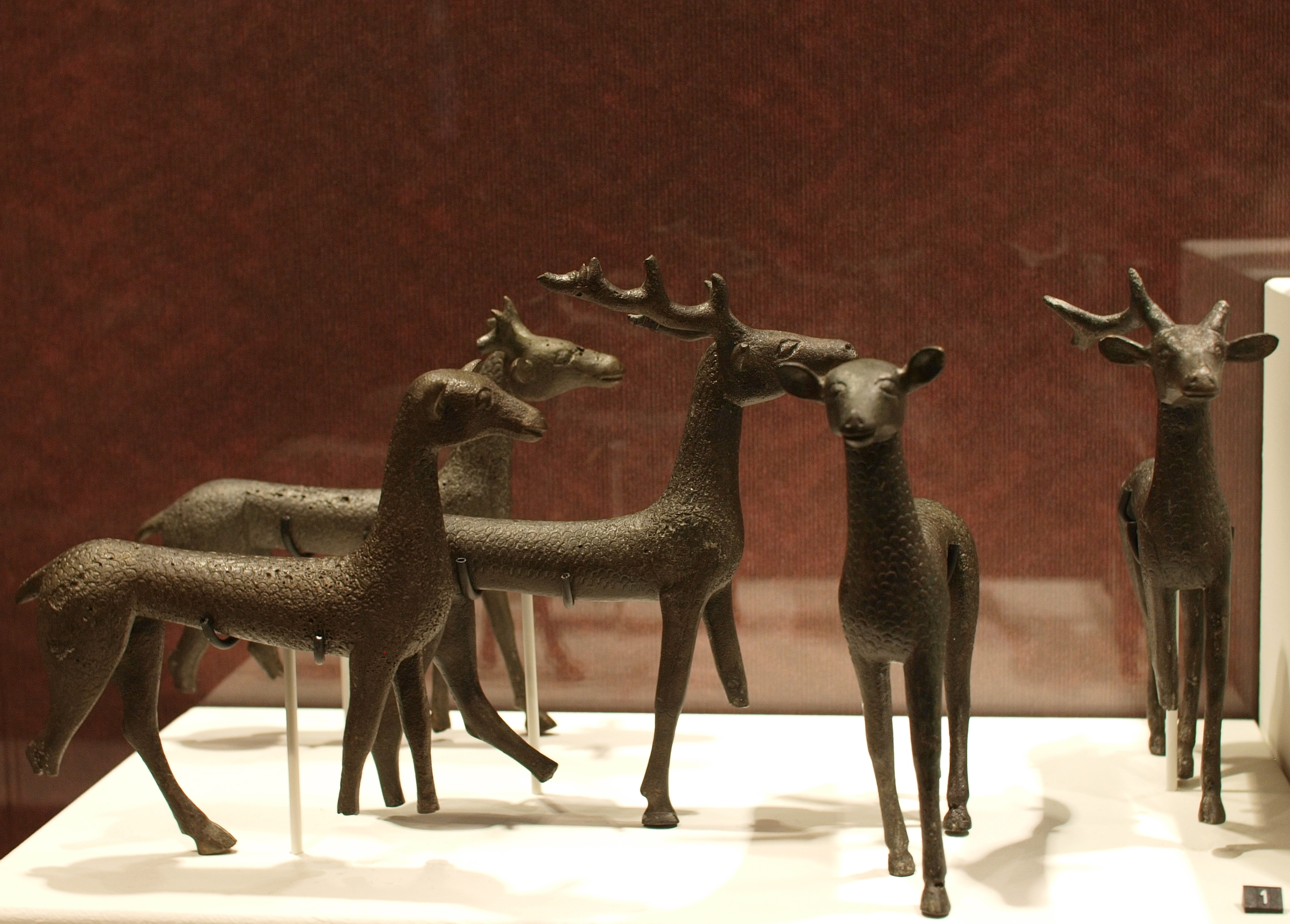
Bronzetti étrusques de cervidés

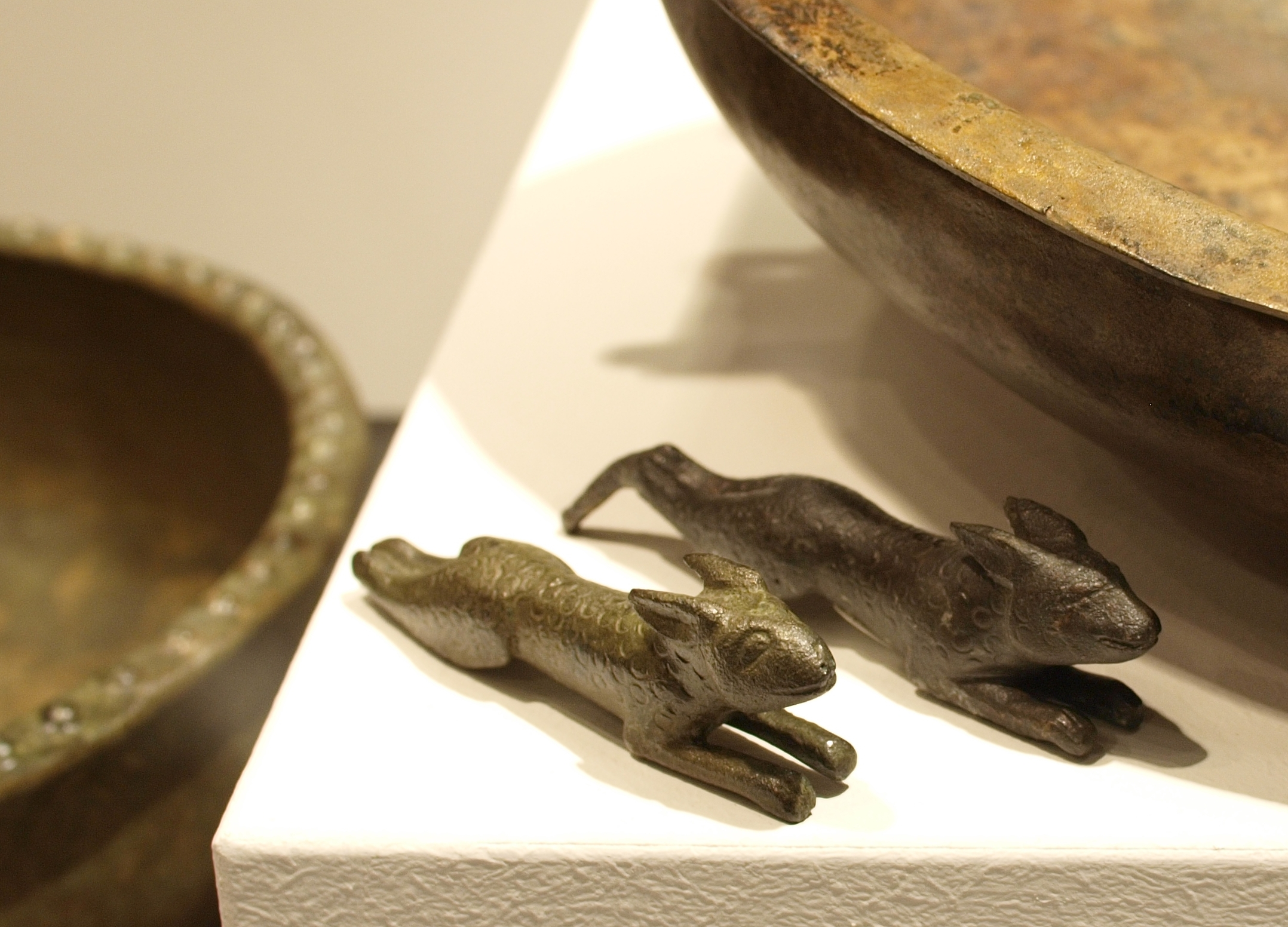
Bronzetti étrusques de lièvres

## Situation
Le hameau se situe sur deux cols du Val di Chiana à une altitude de 286 m et compte actuellement environ 360 habitants.

## Histoire
Brolio a des origines très anciennes remontant au moins à l'époque étrusque.
Des pièces archéologiques datant des VIIe et Ve siècles av. J.-C. constituant le Deposito di Brolio ont été mis au jour en 1863 et sont aujourd'hui exposées au musée archéologique de Florence. Il s'agit pour la plupart de bronzetti représentant des divinités, des guerriers ou tout simplement des scènes de la vie quotidienne. Ces pièces témoignent de l'importance du lieu déjà à l'époque étrusque.
À proximité de Broglio se trouvait le fleuve Clanis qui était navigable et sur les rives duquel devaient se trouver des attaches pour des petites embarcations.
D'autres pièces archéologiques ont été trouvées : des fragments de l'époque villanovienne, une inscription étrusque (1868), un petit génie romain et une grande tuile d'époque paléochrétienne comportant un poisson stylisé, symbole des premiers chrétiens pour indiquer leurs points de rendez-vous.
Une localisation étrusque, dont les fondations des habitations antiques sont bien apparentes, a été découverte dans la zone avoisinante appelée Melmone.
La population est restée dans les lieux jusqu'au Moyen Âge comme attesté par un document épiscopal datant 1083 faisant référence à une Pieve di San Lorenzo à Brolio. L'exode vers les collines avoisinantes a eu lieu par la suite au moment où la zone était devenue malsaine provoquant son dépeuplement.
Ce n'est qu'à la suite de la bonification hydraulique réalisée par Vittorio Fossombroni au cours du XVIIIe siècle que les conditions vitales des lieux s'améliorèrent sensiblement. Au XIXe siècle l'horticulture, la culture des céréales, des oliviers et de la vigne reprirent intensivement et favorisèrent le repeuplement de la zone.
Aujourd'hui le territoire de Broglio présente une structure rurale avec des fermes, des entreprises agricoles, et des structures pour le tourisme rural.

## Folklore
Tous les ans a lieu à Brolio la Sagra della Ranocchia Chianina (dernier vendredi, samedi et dimanche de juillet et premier mercredi, jeudi, vendredi et dimanche d'août). Pendant cette manifestation qui accueille un important public, les spécialités chianine sont servies. Parmi celles-ci  la grenouille, cuisinée selon la tradition locale, frite ou à la sauce piquante.
Pendant la sagra se déroule la Corsa dell'Ocio Chianino, dont la première édition remonte à l'an 1977. Il s'agit d'une sorte de Palio avec  oies attachées chacune à un petit chariot (appelé « sulky »). Uniquement les familles fondatrices de la manifestation peuvent participer de droit au palio : À chaque famille appartient soit le conducteur soit l'oie. Les oies après une brève course sont remises dans leurs lieux d'élevage respectifs.
L'épreuve se déroule dans le plus total respect des animaux utilisés qui ne subissent aucun mauvais traitement. Aucun incident même mineur n'est à déplorer depuis l'institution de l'épreuve.

## Sources
- (it) Cet article est partiellement ou en totalité issu de l’article de Wikipédia en italien intitulé « Brolio » (voir la liste des auteurs).